# Вовчок гостролопатевий
Вовчок гостролопатевий (Orobanche oxyloba) — вид квіткових рослин родини вовчкових (Orobanchaceae).

## Біоморфологічна характеристика
Це голопаразит. Рослина однорічна чи дворічна, заввишки 10–20 см. Суцвіття нещільне, відносно малоквіткове. Зубці чашечки зазвичай коротші за трубку. Частки нижньої губи віночка по краю городчасті.

## Поширення
Південь Європи (Сицилія, Хорватія, Греція [у т. ч. Крит], Болгарія, європейська Туреччина, Крим) та від Західної Азії до Західного Пакистану (Північний Кавказ, азійська Туреччина, Кіпр, Азербайджан, Вірменія, Грузія, Саудівська Аравія, Таджикистан, Пакистан).
В Україні вид росте на кам'янистих схилах, серед чагарників — на ПБК, рідко; паразитує на коренях дикорослих рослин.